# Мингаора
Мингаора (урд. مینگورہ) је град у Пакистану у покрајини Хајбер-Пахтунва. Према процени из 2006. у граду је живело 235.568 становника.

## Становништво
Према процени, у граду је 2006. живело 235.568 становника.
| 1981.  | 1998.   | 2006.   |
| ------ | ------- | ------- |
| 88.078 | 174.469 | 235.568 |

## Познати становници
- Малала Јусуфзаи, активиста, Нобелова награда за мир за 2014